# Nabis giffardi
Nabis giffardi är en insektsart som beskrevs av Van Duzee 1936. Nabis giffardi ingår i släktet Nabis och familjen fältrovskinnbaggar. Inga underarter finns listade i Catalogue of Life.